# Bastutjärnen (Borgsjö socken, Medelpad)
Bastutjärnen är en sjö i Ånge kommun i Medelpad som ingår i Ljungans huvudavrinningsområde. Sjön har en area på 0,064 kvadratkilometer och ligger 403,3 meter över havet. Sjön avvattnas av vattendraget Bastutjärnsbäcken.

## Delavrinningsområde
Bastutjärnen ingår i det delavrinningsområde (694903-151142) som SMHI kallar för Mynnar i Stumån. Medelhöjden är 427 meter över havet och ytan är 8,62 kvadratkilometer. Det finns inga avrinningsområden uppströms utan avrinningsområdet är högsta punkten. Bastutjärnsbäcken som avvattnar avrinningsområdet har biflödesordning 4, vilket innebär att vattnet flödar genom totalt 4 vattendrag innan det når havet efter 104 kilometer. Avrinningsområdet består mestadels av skog (99 procent). Avrinningsområdet har 0,06 kvadratkilometer vattenytor vilket ger det en sjöprocent på 0,7 procent.